# Spontane symmetriebreking
In de kwantumveldentheorie, een deelgebied van de theoretische natuurkunde, komt spontane symmetriebreking voor, wanneer een systeem dat symmetrisch is met betrekking tot een symmetriegroep in een vacuümtoestand komt die niet symmetrisch is. Als dat gebeurt, lijkt het systeem zich niet meer op een symmetrische wijze te gedragen. Het komt van nature in vele situaties voor.
De symmetriegroep kan discreet zijn, zoals in de ruimtegroepen van een kristal, of continu (bijvoorbeeld een Lie-groep), zoals de rotatiesymmetrie van de ruimte. Maar als het systeem slechts één ruimtelijke dimensie bevat, dan kunnen in een vacuümtoestand van de volledige kwantumtheorie alleen discrete symmetrieën worden gebroken, hoewel in een klassieke oplossing ook een continue symmetrie kan breken.
Een bekend voorbeeld van spontane symmetriebreking is een bal, die stabiel op de top van een heuvel ligt. Deze bal is in een volledig symmetrische toestand. Toch is de toestand instabiel: de geringste storende kracht zal de bal in een bepaalde richting van de heuvel doen rollen. Op dat punt is de symmetrie verbroken, omdat de richting, waarin de bal rolt, niet symmetrisch is en zich onderscheidt van alle andere richtingen.

## Wiskundig voorbeeld: de Sombreropotentiaal

Sombrero-potentiaal.

In het eenvoudigste voorbeeld wordt het spontaan gebroken veld beschreven door een scalaire veldentheorie. In de kwantumveldentheorie wordt de dynamica van systemen beschreven met Lagrangianen. Deze bevatten termen voor de kinetische energie en potentiële energie:
{\displaystyle {\mathcal {L}}=\partial ^{\mu }\phi \partial _{\mu }\phi -V(\phi ).}
In de potentiaalterm (V(φ)) treedt nu symmetriebreking op voor de volgende vorm van de potentiaal - zie plaatje rechts:
{\displaystyle V(\phi )=-10|\phi |^{2}+|\phi |^{4}\,}
Deze potentiaal heeft vele mogelijke minima (vacuümtoestanden) gegeven door
{\displaystyle \phi ={\sqrt {5}}e^{i\theta }}
met θ een reëel getal tussen 0 en 2π. Het systeem heeft ook een instabiele vacuümtoestand die overeenkomt met Φ = 0. Deze toestand heeft een U(1)-symmetrie. Zodra het systeem echter voor een bepaalde stabiele vacuümtoestand "kiest" (overeenkomend met een keuze van θ) zal het lijken of deze symmetrie verloren is gegaan; ze is dan spontaan gebroken.

### Higgsveld
In het standaardmodel van de deeltjesfysica wordt spontane symmetriebreking bereikt door gebruik te maken van het higgsboson. Het fenomeen is daar verantwoordelijk voor de massa van de W-en Z-bosonen.